# Buch (Eberhardzell)
Buch ist ein Weiler der zur Gemeinde Eberhardzell im Landkreis Biberach gehört.

## Lage
Der Ort Buch liegt im Übergangsbereich zweier Naturräume: des Riß-Aitrach-Platten (Naturraum-Nr. 41), welcher zur Großlandschaft Donau-Iller-Lech-Platte (Großlandschaft-Nr. 4) gehört, und des Oberschwäbischen Hügellandes (Naturraum-Nr. 32), das Teil der Großlandschaft Voralpines Hügel- und Moorland (Großlandschaft-Nr. 3) ist. Die Grenze zwischen diesen Naturräumen verläuft in etwa entlang des Straßenverlaufs. Hydrologisch betrachtet liegt Buch vollständig im Gewässereinzugsgebiet der Lauter.

## Verkehrsanbindung
Buch liegt an der Kreisstraße K 7596, die südwestlich über Hifringen, Reichertshaus und Wasserstall zur B 30 und Bad Waldsee führt. Nach Nordosten verläuft die K 7596 über Wäscherhaus zur B 465. Ein Gemeindeverbindungsweg führt von Buch nach Nordwesten in Richtung Mittishaus. Von dort aus bestehen weitere Anbindungen nach Englerts (B 30), Hebershaus (B 30) und Hetzisweiler (B465). Ein teilweise asphaltierter landwirtschaftlicher Weg führt in östlicher Richtung nach Osterhofen und mündet kurz vor dem Ort in die K 7931.
Buch ist nicht direkt an das Radnetz Baden-Württemberg angebunden. Es gibt keine gesonderten Rad- oder Fußwege direkt am Ort. Die nächsten Anschlüsse an das Radnetz befinden sich bei Mühlhausen und Osterhofen.

## Geotop
Das Geotop Aufg. Kiesgrube Unteres Holz im Waldrand 2500 m SW von Mühlhausen befindet sich im Waldrand, etwa 2,5 km südwestlich von Mühlhausen. Es liegt auf der Gemarkung Haisterkirch der Stadt Bad Waldsee, rund 1 km nordöstlich von Buch und 200 m östlich der Kiesgrube Buch. Die Grube ist geprägt von metermächtigen Bänken aus Nagelfluh verfestigtem Schotter des Riß-Glazials, die stellenweise aus den Grubenhängen hervortreten. Schrägschichtungsblätter in diesen Ablagerungen deuten auf Deltaschüttungen hin, die in nördlicher Richtung eingefallen sind.

## Kapelle
Die katholische Kapelle in Buch, ist ein Backsteinbau, dessen Errichtung um 1900 datiert wird. Sie ist als sonstiges Denkmal gelistet. Die Kapelle verfügt über einen Giebelreiter mit einer Glocke, auf dem ein geschmiedetes Kreuz thront.

## Energie
Die RBE Rindfleisch und Bioenergie GmbH & Co. KG in Buch betreibt einen Landwirtschaftsbetrieb östlich der K 7569 in Richtung Osterhofen. Neben der Rinderzucht verfügt der Betrieb über fünf Solaranlagen mit insgesamt 2551 Modulen. Diese Anlagen haben zusammen eine solare Bruttoleistung von 540,51 kWp und eine Wechselrichterleistung von 502 kW. Ergänzend dazu ist eine Biogasanlage mit 210 kW in Betrieb.
| Foto |                 | Baujahr | Name               | Standort | Beschreibung | Metadaten                                               | Einzelnachweise |
| ---- | --------------- | ------- | ------------------ | -------- | --- | ------------------------------------------------------- | --------------- |
|      | Datei hochladen | 2014    | Biogas · Wikidata  | Standort | Biogasanlage Bruttoleistung: 210 kW Nettonennleistung: 210 kW | P84(Architekt): P131(Ort):Eberhardzell Region-ISO:DE-BW | [ 6 ]           |
|      | Datei hochladen | 2010    | Stall 1 · Wikidata | Standort | Photovoltaikanlage Anzahl der Module: 407 / Bruttoleistung: 87,505 kWp / Nettonennleistung: 82,5 kW / Wechselrichterleistung: 82,5 kW / Ausrichtung: Süd / Neigungswinkel der Ausrichtung: 20–40 Grad | P84(Architekt): P131(Ort):Eberhardzell Region-ISO:DE-BW | [ 7 ]           |
|      | Datei hochladen | 2010    | Stall 2 · Wikidata | Standort | Photovoltaikanlage Anzahl der Module: 451 / Bruttoleistung: 96,965 kWp / Nettonennleistung: 92,5 kW / Wechselrichterleistung: 92,5 kW / Ausrichtung: Süd / Neigungswinkel der Ausrichtung: 20–40 Grad | P84(Architekt): P131(Ort):Eberhardzell Region-ISO:DE-BW | [ 8 ]           |
|      | Datei hochladen | 2010    | Stall 3 · Wikidata | Standort | Photovoltaikanlage Anzahl der Module: 552 / Bruttoleistung: 118,68 kWp / Nettonennleistung: 109 kW / Wechselrichterleistung: 109 kW / Ausrichtung: Süd / Neigungswinkel der Ausrichtung: 20–40 Grad   | P84(Architekt): P131(Ort):Eberhardzell Region-ISO:DE-BW | [ 9 ]           |
|      | Datei hochladen | 2010    | Stall 4 · Wikidata | Standort | Photovoltaikanlage Anzahl der Module: 552 / Bruttoleistung: 118,68 kWp / Nettonennleistung: 109 kW / Wechselrichterleistung: 109 kW / Ausrichtung: Süd / Neigungswinkel der Ausrichtung: 20–40 Grad   | P84(Architekt): P131(Ort):Eberhardzell Region-ISO:DE-BW | [ 10 ]          |
|      | Datei hochladen | 2010    | Stall 5 · Wikidata | Standort | Photovoltaikanlage Anzahl der Module: 552 / Bruttoleistung: 118,68 kWp / Nettonennleistung: 109 kW / Wechselrichterleistung: 109 kW / Ausrichtung: Süd / Neigungswinkel der Ausrichtung: 20–40 Grad   | P84(Architekt): P131(Ort):Eberhardzell Region-ISO:DE-BW | [ 11 ]          |